# برنامج الأسطول البحري الأمريكي للثدييات

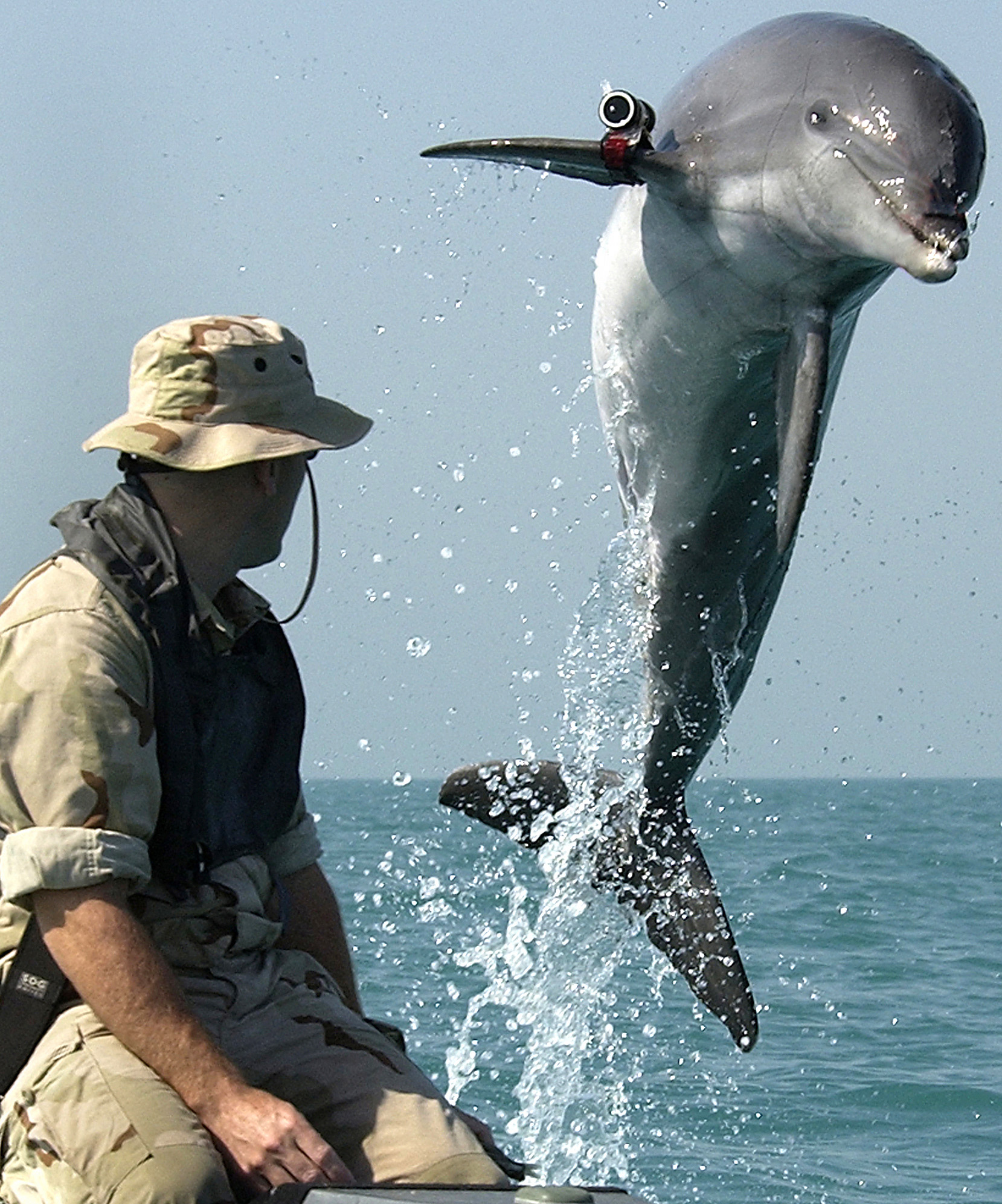
دولفين يرتدي أزاز لتعيين الموضع قام بإنجاز عملية تطهير ألغام بحرية، بالخليج العربي أثناء حرب الخليج الثانية.

برنامج الأسطول البحري الأمريكي للثدييات (بالإنجليزية: U.S.Navy Marine Mammal Program)، هو برنامج تدريب للثدييات للأغراض العسكرية تابع للبحرية الأمريكية، يقوم بشكل رئيسي بتدريب الثدييات خاصة، الدلافين البوتلينوسية، وفقمة كاليفورنية، حيث تدرب هذه الحيوانات (كما تروض في السيرك) على عدة مهام عسكرية، على سبيل المثال تأمين الموانيء وحماية السفن الحربية، كشف وإزالة الألغام وإصلاح المعدات البرنامج مقره سان دييغو، كاليفورنيا، حيث تدرب الحيوانات على قواعد وتدريبات متطورة فرق الأسطول البحري الأمريكي للثدييات تم نشرها في مناطق نزاعات مسلحة كما حدث أثناء حرب فيتنام وحرب العراق.